# Sonnenbühl
Sonnenbühl är en kommun (tyska Gemeinde) i Landkreis Reutlingen i delstaten Baden-Württemberg i Tyskland. Kommunen består av ortsdelarna (tyska Ortsteile) Erpfingen, Genkingen, Undingen och Willmandingen. Folkmängden uppgår till cirka 7 100 invånare, på en yta av 61,26 kvadratkilometer.

## Befolkningsutveckling
| Befolkningsutvecklingen i Sonnenbühl 1975–2015 | Befolkningsutvecklingen i Sonnenbühl 1975–2015 | Befolkningsutvecklingen i Sonnenbühl 1975–2015 | Befolkningsutvecklingen i Sonnenbühl 1975–2015 | Befolkningsutvecklingen i Sonnenbühl 1975–2015 |
| ---------------------------------------------- | ---------------------------------------------- | ---------------------------------------------- | ---------------------------------------------- | ---------------------------------------------- |
|                                                |                                                |                                                |                                                |                                                |
| År                                             |                                                |                                                | Folkmängd                                      | Areal (ha)                                     |
| 1975                                           | 1975                                           |                                                | 5 385                                          | 6 127                                          |
| 1980                                           | 1980                                           |                                                | 5 674                                          | 6 126                                          |
| 1985                                           | 1985                                           |                                                | 5 776                                          | 6 127                                          |
| 1990                                           | 1990                                           |                                                | 6 279                                          | 6 126                                          |
| 1995                                           | 1995                                           |                                                | 6 771                                          | 6 134                                          |
| 2000                                           | 2000                                           |                                                | 6 958                                          | 6 135                                          |
| 2005                                           | 2005                                           |                                                | 7 059                                          | 6 126                                          |
| 2010                                           | 2010                                           |                                                | 7 045                                          |                                                |
| 2015                                           | 2015                                           |                                                | 7 067                                          |                                                |
|                                                |                                                |                                                |                                                |                                                |